# 2008年のバロンドール

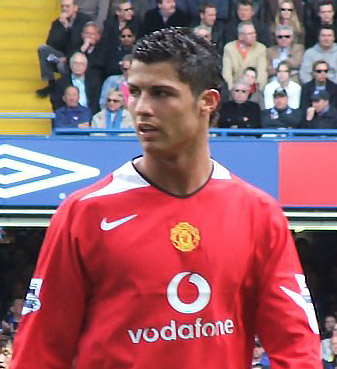
2008年のバロンドールを受賞したクリスティアーノ・ロナウド

2008年のバロンドールは、世界各国のスポーツジャーナリストの投票によってサッカーの世界年間最優秀選手を決める賞で、マンチェスター・ユナイテッドのクリスティアーノ・ロナウド（ポルトガル）が受賞した。授賞式は2008年12月2日に行なわれた。

## 概要
ポルトガル国籍での受賞者は1965年のエウゼビオ、2000年のルイス・フィーゴがおり、C.ロナウドは3人目の受賞者である。マンチェスター・ユナイテッド所属の受賞者は1964年のデニス・ロー、1966年のボビー・チャールトン、1968年のジョージ・ベストがおり、C.ロナウドは4人目の受賞者である。

## 結果
| 順位 | 選手                                 | 国籍             | 所属クラブ                          | ポイント |
| ---- | ------------------------------------ | ---------------- | ----------------------------------- | -------- |
| 1    | クリスティアーノ・ロナウド           | ポルトガル       | マンチェスター・ユナイテッド        | 446      |
| 2    | リオネル・メッシ                     | アルゼンチン     | バルセロナ                          | 281      |
| 3    | フェルナンド・トーレス               | スペイン         | リヴァプール                        | 179      |
| 4    | イケル・カシージャス                 | スペイン         | レアル・マドリード                  | 133      |
| 5    | シャビ・エルナンデス                 | スペイン         | バルセロナ                          | 97       |
| 6    | アンドレイ・アルシャヴィン           | ロシア           | ゼニト                              | 64       |
| 7    | ダビド・ビジャ                       | スペイン         | バレンシア                          | 55       |
| 8    | カカ                                 | ブラジル         | ACミラン                            | 31       |
| 9    | ズラタン・イブラヒモビッチ           | スウェーデン     | インテル                            | 30       |
| 10   | スティーヴン・ジェラード             | イングランド     | リヴァプール                        | 28       |
| 11   | マルコス・セナ                       | スペイン         | ビジャレアル                        | 16       |
| 12   | エマニュエル・アデバヨール           | トーゴ           | アーセナル                          | 12       |
| 13   | ウェイン・ルーニー                   | イングランド     | マンチェスター・ユナイテッド        | 11       |
| 14   | セルヒオ・アグエロ                   | アルゼンチン     | アトレティコ・マドリード            | 10       |
| 15   | フランク・ランパード                 | イングランド     | チェルシー                          | 8        |
| 16   | フランク・リベリー                   | フランス         | バイエルン・ミュンヘン              | 7        |
| 17   | サミュエル・エトオ                   | カメルーン       | バルセロナ                          | 6        |
| 18   | ジャンルイジ・ブッフォン             | イタリア         | ユヴェントス                        | 5        |
| 19   | ミヒャエル・バラック                 | ドイツ           | チェルシー                          | 4        |
| 19   | セスク・ファブレガス                 | スペイン         | アーセナル                          | 4        |
| 21   | ディディエ・ドログバ                 | コートジボワール | チェルシー                          | 3        |
| 21   | セルヒオ・ラモス                     | スペイン         | レアル・マドリード                  | 3        |
| 21   | ネマニャ・ヴィディッチ               | セルビア         | マンチェスター・ユナイテッド        | 3        |
| 24   | エトヴィン・ファン・デル・サール     | オランダ         | マンチェスター・ユナイテッド        | 2        |
| 24   | ルート・ファン・ニステルローイ       | オランダ         | レアル・マドリード                  | 2        |
| 26   | カリム・ベンゼマ                     | フランス         | オリンピック・リヨン                | 0        |
| 26   | ペペ                                 | ポルトガル       | レアル・マドリード                  | 0        |
| 26   | ルカ・トーニ                         | イタリア         | バイエルン・ミュンヘン              | 0        |
| 26   | ラファエル・ファン・デル・ファールト | オランダ         | ハンブルガーSV / レアル・マドリード | 0        |
| 26   | ユーリ・ジルコフ                     | ロシア           | CSKAモスクワ                        | 0        |